# 南弘
南弘（日语：／ Minami Hiroshi */?，1869年11月13日—1946年2月8日），日本富山縣人，本姓岩間，由南家收為養子而改姓南。台灣日治時期第15任臺灣總督。漢字名字最短的總督，也是任期最短的總督，赴台就任不到三個月，就因內閣改組而辭職。
1896年畢業於東京帝國大學政治科。初於內閣任書記官、行政裁判所評定官，1908年為西園寺公望內閣起用出任第一次及第二次內閣之書記官長。1912年到1936年被敕選為貴族院議員，屬交友俱樂部成員，被政界譽為法制通、教育通。1913年出任福岡縣知事，1919年為原敬內閣起用為文部次官。雖早入政界，但此後10餘年未再任要職。1932年3月2日在政友會系的犬養毅內閣支持下，出任第15任台灣總督，同年5月26日，因齋藤實內閣成立，自動辭職而轉任遞信大臣。任內大事：原計畫大力開發台灣本島資源、擴展貿易，但因旋奉召回國，政策措施僅有糧業試驗所而已。1936年起任樞密顧問官。

## 外部連結
- 臺灣史檔案資源系統－南弘文書（页面存档备份，存于）

| 前任： 太田政弘 | 台灣總督 1932年3月2日—1932年5月26日 | 继任： 中川健藏 |